# Lampranthus
Lampranthus là chi thực vật có hoa trong họ Aizoaceae.

## Hình ảnh

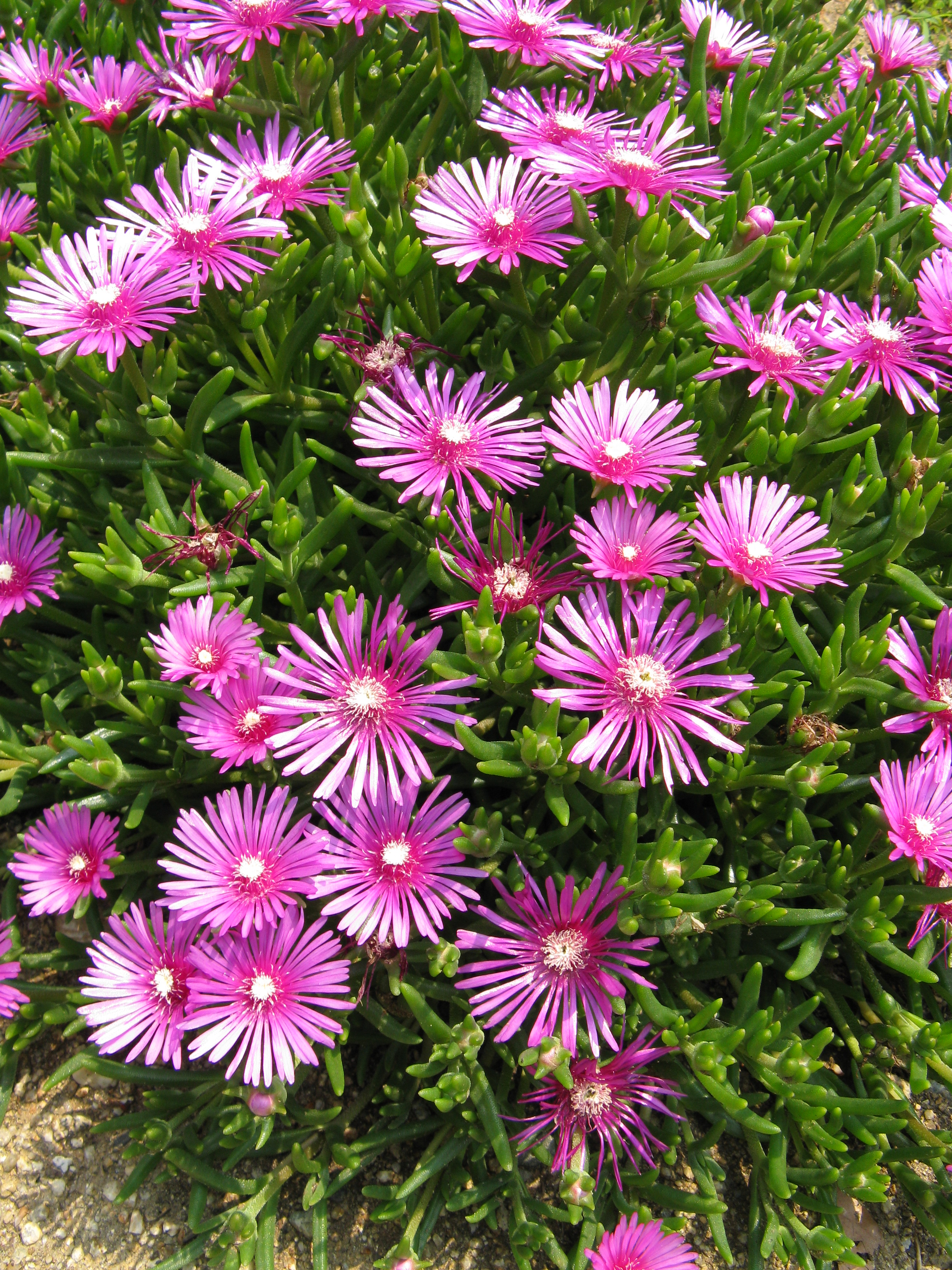
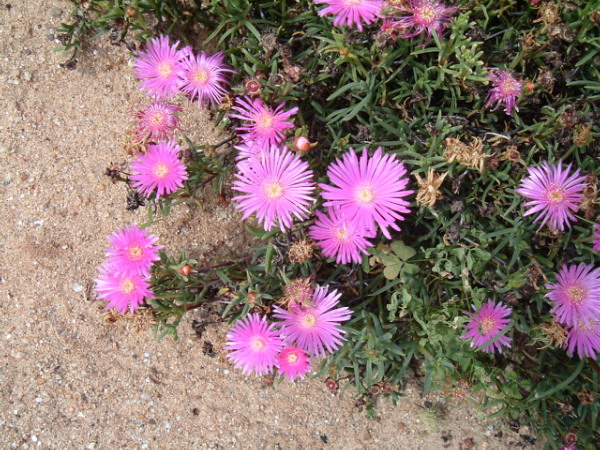
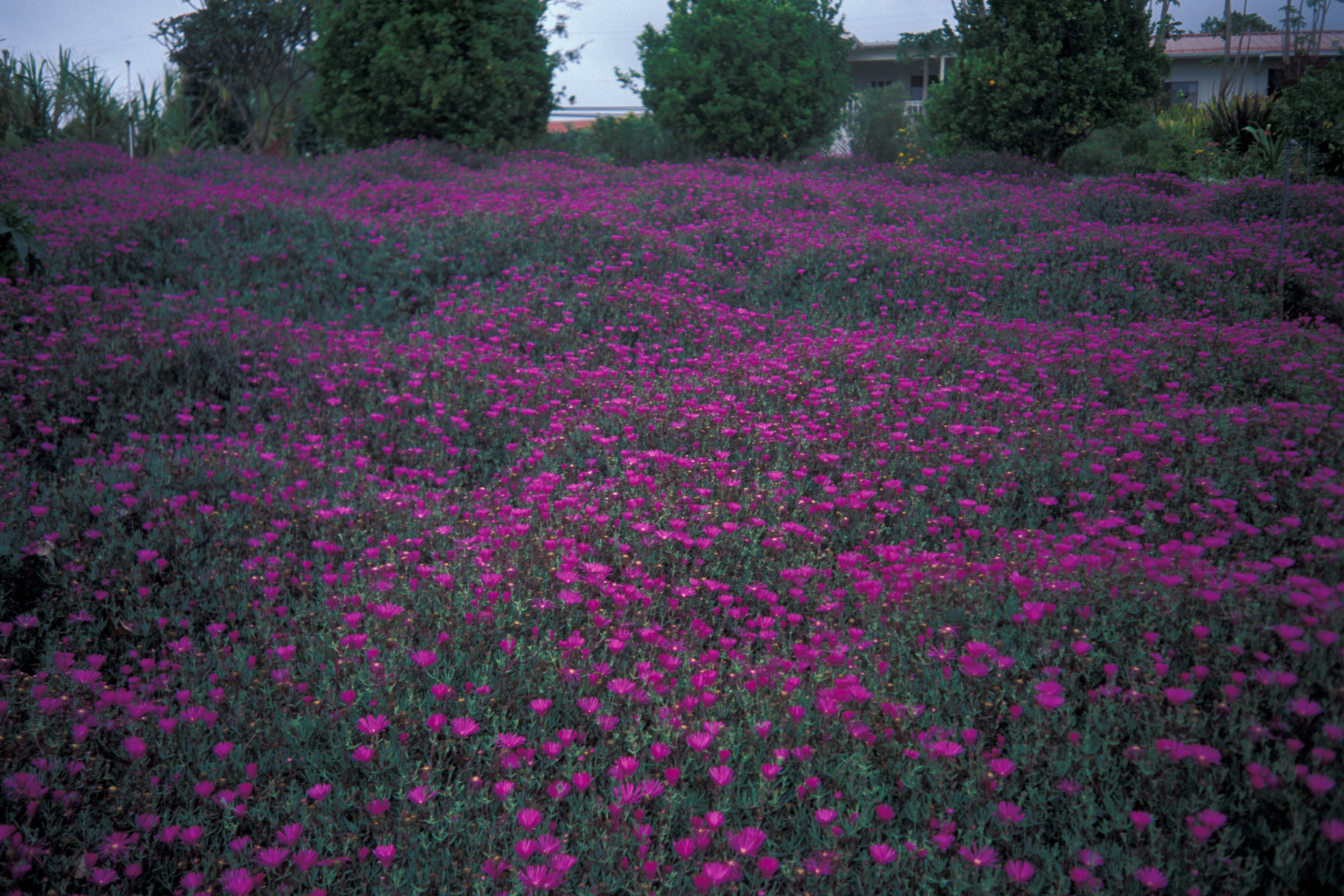